# Driving Lessons
Driving Lessons, brittisk film från 2006 med Rupert Grint, Laura Linney, Julie Walters med flera.

## Handling
Filmen handlar om 17-årige Ben Marshall som bor utanför London och lever i en sträng kristen familj. hans pappa är präst och vilket yrke mamman har framkommer inte riktigt i filmen men hon är väldigt aktiv inom kyrkan och att hjälpa utstötta. Hon är mycket sträng och vill inte släppa greppet om Ben som är hennes enda barn. En gammal man vid namn Mr Finchell som av misstag har kört över sin fru med bilen bor hos dem tills han har återhämtat sig som Bens mamma Laura förklarar i början av filmen.
Laura föreslår eller rättare sagt tvingar Ben att ta ett sommarjobb för att hjälpa Mr Finchell. Han tittar i den kristna tidningen Hello Jesus och hittar en annons som en gammal skådespelerska vid namn Evie (Julie Walters) har satt in. Hon söker en assistent för 7 pund/timmen. Ben tar jobbet men att jobba för henne blir inte direkt så som han hade trott...
Efter arbetet så tar Ben en sväng förbi simhallen där han möter sin hemliga kärlek, som han råkar göra bort sig för.
Evie lurar med sig Ben på en campingtur som han aldrig kommer glömma. Vilket gör hans mamma galen och hon tror att Evie har drogat ned honom. Evie är inte heller så noga med att lyda lagen vilket Ben snart blir medveten om när han tvingas köra hela vägen till trots att han inte har körkort. De far till en mässa i Edinburgh, där Ben träffar en söt tjej (Michelle Duncan) som frågar om de ska ta en drink..

## Rollista
- Ben Marshall - Rupert Grint
- Laura Marshall - Laura Linney
- Robert Marshall - Nicholas Farrell
- Sarah (Bens hemliga kärlek) - Tamsin Egerton
- Evie Walters - Julie Walters
- Brynony - Michelle Duncan

## Trivia
Julie Walters och Rupert Grint har jobbat ihop förut; de spelar nämligen Ron Weasleys och dennes mamma, Molly Weasley, i filmerna om Harry Potter.